# Alfred Madoux
Alfred Madoux  (1838-1904) est un patron de presse belge du XIXe siècle, qui fut propriétaire du quotidien bruxellois L'Étoile belge.

## Biographie
Alfred Casimir Madoux est né à Tournai le 29 mars 1838. Il est le fils unique de Denis Joseph Madoux un marchand de draps français, né à Lecelles qui en 1858 est devenu actionnaire du quotidien bruxellois L'Étoile belge.
Propriétaire associé commandité, Denis Joseph Madoux est chargé de la gestion administrative et se porte en décembre 1861 acquéreur d'une maison, au 13 rue des Sables, dans le centre de Bruxelles, afin d'y installer L'Étoile belge puis acquiert en 1874 ce qui reste actions de la famille d'Orléans, pour être ainsi, avec la famille Toussaint, copropriétaire de ce journal.
Pour raisons de santé, Denis Joseph Madoux doit confier les rênes de la maison à son fils Alfred en mai 1876, celui-ci étant impliqué dans la gestion bien avant.
Le petit-fils Charles Madoux lui succédera plus tard. La famille Madoux a embauché le journaliste Gustave Lemaire comme secrétaire de la rédaction dès 1863 et lui a fixé la mission de couvrir la débâcle de Sedan en 1870, pendant laquelle Gustave Lemaire participe à l'organisation de services d'ambulances pour venir en aide aux blessés et s'impose peu à peu comme le premier grand reporter belge au "sens moderne du mot". Alfred Madoux prend la direction du journal en 1878,

## Famille
Alfred Madoux  épousa en 1869, Marie Gomrée (puis de Gomrée de Morialmé). La famille Madoux devint ainsi apparentée à Joseph-Ferdinand Toussaint, via la famille Poelaert et de Gomrée de Morialmé. Léonie Toussaint, fille de Joseph-Ferdinand ayant épousée en 1859 l'architecte Joseph Poelaert, dont le frère l'avocat Constant Poelaert était le père de Hélène Poelaert épouse de Charles de Gomrée de Morialmé.

## Propriétés
En 1885 Alfred Madoux, qui demeurait à Auderghem, fait construire le château de Putdael, sur un espace qui fut jadis propriété de la société générale de Belgique, dans la commune de Woluwe-Saint-Pierre, où une avenue porte son nom. Auderghem en avait une aussi, qui a été rebaptisée Avenue Charles Madoux. Sa veuve a fait don à la commune d'Auderghem de la chapelle Sainte-Anne, qui sera acquise sept ans plus tard, par le baron Dietrich.
Il meurt le 26 juin 1904 à Auderghem, où il est inhumé.